# التاريخ اليولياني

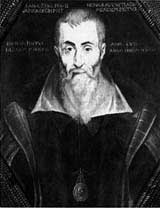

التاريخ اليولياني أو اليوم اليولياني (بالإنجليزية: Julian Date)‏ هو عبارة عن وحدة تاريخية للعد في العلوم الطبيعية وفي علوم الفضاء. يعطي اليوم اليولياني الوقت بالأيام الذي مضَى منذ 1 يناير 4712 ق.م بمعنى منذ بداية العام 4712 قبل الميلاد في الساعة 12:00. على سبيل المثال تاريخ 31-01-2015 يعطي بالتاريخ اليولياني اليوم 2457054,00722. اليوم اليولياني يتميز بثباته بعكس الأيام الشمسية (ليست متساوية تماماً بطولها وتتغير حسب الفصول) و لحاجة مقياس ليومِِ ثابت في مجال التموقع (GPS) وفي مجال الفضاء بشكل عام بالاعتماد على نظام ثابت فإن لليوم اليولياني (المثالي) هنا استخدام ضروري.

## أصل التسمية
اقتُرِح اليوم اليولياني من عالم اللغات الفرنسي يوسف يوستوس سكاليجر (Joseph Justus Scaliger) عام 1583. هناك رأيين في سبب التسمية: الأول على اسم أبيه يوليوس سيزار (Julius Caesar) و الثاني أن منبع التسمية أتى من التقويم اليولياني المتبع آنذاك (ليس له علاقة باليوم اليولياني بالمعنى المذكور هنا).